# Diclazépam
Le diclazépam ou chlorodiazépam est un composé appartenant à la famille des benzodiazépines. Le diclazépam est la version du diazépam à laquelle on a ajouté un atome de chlore en R2'. C'est la version sans le groupe hydroxy du lorazépam en position 3. La présence d'un groupe méthyle au dessus de son cycle diazépine augmente son caractère lipophile comparé à son homologue, ce qui améliore son absorption dans le système nerveux et réduit son délai d'action, tout en augmentant quelque peu le risque d'effets secondaires notoires tels que l'amnésie.

## Fonction
Le diclazépam est, du fait de la présence de l'atome de chlore en position R2', environ dix fois plus puissant que le diazépam. Il est vendu comme produit pour la recherche scientifique et bien que découvert dès les années 1960, il n'a jamais connu de débouchés commerciaux. Il est en effet redondant car très proche de deux composés répandus, le lorazépam et le lormétazepam, qui sont d'ailleurs ses métabolites actifs.

## Dosage
Le diclazépam est vendu comme nouveau produit de synthèse à des dosages variant de 1 à 2 milligrammes.

## Équivalence
Dix milligrammes de diazépam correspondent à 1 milligramme de diclazépam.